# トラヴェリング・ウィルベリーズ Vol.3
トラヴェリング・ウィルベリーズ Vol.3 (Traveling Wilburys Vol. 3) は、1990年に発表されたトラヴェリング・ウィルベリーズのセカンド・アルバム。

## 解説
ファースト・アルバム『トラヴェリング・ウィルベリーズ Vol.1』をリリースした1988年の冬にバンド・メンバーのレフティ・ウィルベリーが心筋梗塞のため急逝。後任にデル・シャノンを迎えるが、シャノンも他界したため、4人で製作されたのが本作。
2007年7月にデジタルリマスター盤が発売された。

## 収録曲
1. シーズ・マイ・ベイビー -She's My Baby - 3:14
2. インサイド・アウト -Inside Out - 3:36
3. イフ・ユー・ビロングド・トゥー・ミー -If You Belonged To Me - 3:13
4. デヴィルズ・ビーン・ビジー -The Devil's Been Busy - 3:18
5. セヴン・デッドリー・シンズ -7 Deadly Sins  - 3:18
6. プア・ハウス -Poor House - 3:17
7. ホエア・ワー・ユー・ラスト・ナイト? -Where Were You Last Night? - 3:03
8. クール・ドライ・プレイス -Cool Dry Place - 3:37
9. ニュー・ブルー・ムーン -New Blue Moon - 3:21
10. ユー・トゥック・マイ・プレイス・アウェイ -You Took My Breath Away - 3:18
11. ウィルベリー・ツイスト -Wilbury Twist - 2:56

リマスター盤ボーナス・トラック
- 12. ノーバディ・チャイルド -Nobody's Child

コンピレーション・アルバム「ノーバディズ・チャイルド-ルーマニアン・エンジェル・アピール」収録。
- 13. ランナウェイ -Runaway

シングル「シーズ・マイ・ベイビー」B面に収録されたものとは別ミックス。デル・シャノンの「悲しき街角」のカバー。

## プレイヤー
- ジェフ・リン (ELO) - Guitars, bass guitar, keyboards, piano, vocals
- ジョージ・ハリスン - Guitars, mandolin, sitar, vocals
- トム・ペティ - Guitars, harmonica, vocals
- ボブ・ディラン - Guitars, keyboards, vocals.

## サポート・プレイヤー
- ジム・ケルトナー - ドラムス
- ジム・ホーン - サクソフォン
- レイ・クーパー - パーカッション
- ゲイリー・ムーア - リード・ギター (on "She's my Baby")
- Tom Brock : Mandolin/ Death Metal Scream